# Huzar (samochód)
Opancerzony Wóz Patrolowy „Huzar” – prototypowy polski pojazd opancerzony. Konstrukcja oparta na podwoziu samochodu Land Rover Defender 130 Td5. Proponowany jako pojazd opancerzony mający wypełnić lukę pomiędzy używanymi przez Wojsko Polskie samochodami Honker, a KTO Rosomak.
Wzmocniona karoseria powstała w firmie AMZ-Kutno, a podwozie do wersji 6x6 zmodyfikowała firma TEAM z Wrocławia.
Prototyp został poddany próbom poligonowym przeprowadzonym przez WITPiS, które przeszedł z powodzeniem. Jednakże nie wszedł do produkcji seryjnej.
Podwozia 6×6 Huzar zostały wykorzystane w sprzedanej Indonezji eksportowej wersji Kobra systemu obrony powietrznej Poprad, w składzie czterech wyrzutni, dwóch wozów dowodzenia i samobieżnego radaru.